# Urophonius transandinus
Espèce
Urophonius transandinus est une espèce de scorpions de la famille des Bothriuridae.

## Distribution
Cette espèce est endémique du Chili. Elle se rencontre dans les régions de Valparaíso, de Santiago, de O'Higgins et du Maule.

## Description
Le mâle holotype mesure 40,06 mm et la femelle paratype 35,12 mm.
Les mâles mesurent de 33 à 43 mm et les femelles de 36,5 à 47 mm.

## Publication originale
- Acosta, 1998 : Urophonius transandinus sp. nov. (Bothriuridae), a scorpion from central Chile. Studies on Neotropical Fauna and Environment, vol. 33, p. 157–164.